# عایشا کاپور
عایشا کاپور (انگلیسی: Ayesha Kapur؛ زادهٔ ۱۳ سپتامبر ۱۹۹۴) هنرپیشه اهل هند است که در نقش‌های مکمل بازی می‌کند. او بیشتر برای نقش‌آفرینیش در فیلم سیاه (۲۰۰۵) شناخته می‌شود که برای آن جایزه فیلم‌فیر بهترین بازیگر نقش مکمل زن را از آن خود کرد.